# Forza Motorsport (videogioco 2023)
Forza Motorsport è un videogioco di guida sviluppato da Turn 10 Studios in esclusiva per Xbox Series X/S e Windows.
Il gioco è stato annunciato il 23 luglio 2020 durante l'Xbox Games Showcase 2020 con un breve trailer raffigurante alcune azioni di gioco riprese direttamente in-game.
Il titolo, pur costituendo un seguito di Forza Motorsport 7, è denominato semplicemente Forza Motorsport, rappresentando così un reboot della serie Forza.

## Sviluppo
A luglio 2020 si ha solo una lista parziale di auto che saranno presenti nel gioco: tra queste troviamo la Apollo Intensa Emozione (protagonista del trailer) e la Donkervoort D8. Anche sui tracciati ci sono pochissime informazioni: al momento l'unico confermato è il WeatherTech Raceway Laguna Seca, in quanto presente nel trailer. Tuttavia il game director Chris Esaki e il direttore creativo del marchio Dan Greenawalt hanno dichiarato che il gioco si baserà molto su quanto richiesto dai fan della serie nel corso degli anni, a partire da una maggiore attenzione alla categoria racing.
Nel giugno 2022, durante lo showcase Xbox + Bethesda, Chris Esaki e Dan Greenawalt tornano sul palco per presentare un nuovo trailer con fasi di gameplay. Grazie al motore grafico riprogettato specificatamente per le nuove console, il gioco è in grado di girare in 4K a 60fps con ray tracing attivo in pista e in ForzaVista, oltre che vantare un rinnovato meteo dinamico (ora funzionante su tutte le piste). Anche il motore fisico è stato aggiornato e ora promette un realismo superiore di 48 volte rispetto al precedente capitolo grazie a miglioramenti al sistema delle sospensioni, del contatto ruota-terreno e del trasferimento dei pesi. Tutti gli ambienti dei nuovi e vecchi circuiti son stati riprodotti mediante l'uso della fotogrammetria 3D e ora includono molti più dettagli e un nuovo sistema di illuminazione Il gioco supporta inoltre un nuovo modello di danni, il quale adesso creerà graffi e ammaccature sul corpo dell'auto seguendo la direzione dell'impatto.
Nel gennaio 2023, durante l'Xbox Developer_Direct, nuove informazioni su Forza Motorsport sono condivise con il pubblico: il gioco vanterà al lancio 500 auto, 20 tracciati con vari layout e girerà su Xbox Series X in 4K a 60fps con raytracing attivo.
Il creative director Chris Esaki spiega come la lista auto sia più orientata al genere racing, con oltre 100 nuove auto recenti da vari sport motoristici, e goda di possibilità di personalizzazione migliori grazie agli oltre 800 pezzi disponibili. I cambiamenti nel modello di guida sono stati apportati grazie al feedback della community e risultano maggiori di quelli introdotti negli ultimi 3 titoli della serie combinati.
Le auto inoltre son state riprodotte con dei materiali e shaders più realistici, e le loro verniciature sono state catturare con l'uso dello spettrofotometro per sembrare più autentiche. Per la prima volta nella serie, poi, i danni e lo sporco durante le corse saranno localizzati in alcune aree del corpo della vettura e aumenteranno nel tempo.
L'audio director del gioco spiega, in seguito, come l'audio del gioco sia stato mixato nativamente in formati come Windows Sonic e Dolby Atmos, oltre a suoni aggiornati per tutte le vetture, fedeli anche ai cambiamenti durante le modifiche al motore e alle sue componenti.
Infine, i tracciati sono stati tutti ricreati da zero, usando oltre 3TB di dati di laser-scanning e fotogrammetria per un livello di dettaglio 10 volte superiore a Forza Motorsport 7 su Xbox One. Infatti i circuiti offriranno vegetazione e ambienti circostanti riprodotti in 3D, così come la folla presente a bordo pista, e un sistema di nebbia volumetrica e nuvole procedurali per un meteo dinamico costante.
I tracciati confermati sono: WeatherTech Raceway Laguna Seca, Circuit de Spa-Francorchamps, Silverstone Circuit, Kyalami Raceway, Suzuka Circuit e due tracciati d'invenzione Maple Valley e Hakone Raceway
Il gioco è stato pubblicato a livello mondiale il 10 ottobre 2023.

## Motore grafico
Grazie al nuovo motore grafico ForzaTech, riprogettato per le console Xbox di nona generazione Xbox Series X/S, Forza Motorsport è ora in grado di garantire diversi tipi di prestazioni su entrambe le console, arrivando al 1080p a 60fps in modalità prestazioni su Xbox Series S e al 4K a 60fps con raytracing attivo in pista su Xbox Series X.

## Contenuti
Il gioco presenta oltre 500 automobili osservabili in ogni dettaglio grazie alla modalità ForzaVista e 20 tracciati al lancio, ognuno declinato in più varianti.
Per la prima volta nella serie è possibile disputare prove libere prima di ogni gara e anche qualifiche nel comparto multigiocatore. Sono stati introdotti la scelta di gomme da usare prima di cominciare una gara e il consumo in tempo reale di carburante, che dovrà essere deciso all'inizio di ogni corsa. Il comparto fisico è stato migliorato e dispone di più punti di contatto tra il terreno ed il veicolo per ottenere una risposta precisa circa il comportamento di quest'ultimo.
La carriera è suddivisa in diverse serie di corse con restrizioni o tematiche, in cui per progredire sarà necessario aver gareggiato e potenziato il veicolo in uso grazie a un nuovo sistema di XP auto che ci permetterà di acquistare e sbloccare potenziamenti per un'auto man mano che questa viene usata.

## Lista auto
A gennaio 2023 si ha solo una lista parziale delle oltre 500 auto confermate al lancio:
- 2018 Acura #36 Gradient Racing NSX GT3
- 2020 Acura #6 ARX-05 DPi
- 1971 AMC Javelin AMX
- 1958 Aston Martin DBR1
- 1989 Aston Martin #18 Aston Martin AMR1
- 2016 Aston Martin Vulcan
- 2017 Aston Martin Aston Martin Racing V12 Vantage GT3 #7
- 2014 Audi #2 Audi Team Joest R18 e-tron quattro
- 2016 Audi #17 Rotek Racing TT RS
- 2016 Audi R8 V10 plus
- 2018 Audi #44 R8 LMS GT3
- 2018 Audi TT RS
- 2021 Audi RS e-tron GT
- 2014 BAC Mono
- 1991 BMW M3
- 2017 BMW #24 BMW Team RLL M6 GTLM
- 2018 BMW #1 BMW M Motorsport M8 GTE
- 2019 Brabham BT62
- 2018 Bugatti Chiron
- 1970 Buick GSX
- 2021 Cadillac #31 Whelen Racing DPi-V.R
- 1966 Chaparral #66 Chaparral Cars 2E
- 1969 Chevrolet Camaro Super Sport Coupe
- 1969 Chevrolet Nova Super Sport 396
- 1970 Chevrolet Camaro Z28
- 1970 Chevrolet Chevelle Super Sport 454
- 2015 Chevrolet #10 Konica Minolta Corvette Daytona Prototype
- 2018 Chevrolet Camaro ZL1 1LE
- 2020 Chevrolet Corvette Stingray Coupé
- 2020 Chevrolet #3 Corvette Racing C8.R
- 1972 Chrysler VH Valiant Charger R/T E49
- 1969 Dodge Charger R/T
- 1970 Dodge Challenger R/T
- 2018 Dodge Challenger SRT Demon
- 2013 Donkervoort D8 GTO
- 1967 Eagle-Weslake T1G
- 1967 Ferrari #24 Ferrari Spa 330 P4
- 1965 Ford Mustang GT Coupe
- 1966 Ford #2 GT40 Mk II Le Mans
- 1969 Ford Mustang Boss 302
- 1987 Ford Sierra Cosworth RS500
- 2005 Ford GT
- 2015 Ford #02 Chip Ganassi Racing Riley Mk XXVI Daytona Prototype
- 2016 Ford #66 Ford Racing GT Le Mans
- 2017 Ford GT
- 2018 Formula Drift #64 Nissan 370Z
- 2020 Formula Drift #151 Toyota GR Supra
- 2019 Ginetta #6 Team LNT Ginetta G60-LT-P1
- 1967 Honda RA300
- 2020 Hyundai #98 Bryan Herta Autosport Veloster N
- 1983 Jaguar #44 Group 44 XJR-5
- 1988 Jaguar #1 Jaguar Racing XJR-9
- 1993 Jaguar XJ220
- 2015 Jaguar XKR-S GT
- 2020 Koenigsegg Jesko
- 1988 Lamborghini Countach LP5000 QV
- 1997 Lamborghini Diablo SV
- 2016 Lamborghini Centenario LP 770-4
- 2018 Lamborghini #63 Squadra Corse Huracàn Super Trofeo Evo
- 2020 Lamborghini Huracàn EVO
- 1969 Lola #10 Simoniz Special T163
- 1990 Mazda MX-5 Miata
- 1991 Mazda #55 Mazda 787B
- 2010 Mazda #16 Mazda Racing B09/86
- 2014 Mazda B12/80 Lola #70 Speedsource
- 1966 McLaren M2B
- 1969 McLaren #4 McLaren Cars M8B
- 2013 McLaren P1
- 2018 McLaren Senna
- 2019 McLaren Senna GTR
- 2018 Mercedes-AMG GT3
- 1989 Mercedes-Benz #63 Sauber-Mercedes C 9
- 1990 Mercedes-Benz 190E 2.5-16 Evolution II
- 2011 Mercedes-Benz SLS AMG
- 1970 Mercury Cougar Eliminator
- 2016 NIO EP9
- 1985 Nissan #83 GTP ZX-Turbo
- 1991 Nissan #23 Nissan R91CP
- 2015 Nissan #23 GT-R LM Nismo
- 2019 Nissan 370Z Nismo
- 2020 Nissan GT-R (R35) Nismo
- 1969 Oldsmobile Hurst/Olds 442
- 2017 Oreca #38 Jackie Chan DC Racing Oreca 07
- 1984 Peugeot 205 Turbo 16
- 1993 Peugeot #3 Peugeot Talbot Sport 905 EVO 1C
- 1969 Pontiac GTO Judge
- 1973 Pontiac Firebird Trans-Am SD-455
- 1970 Porsche #3 917 LH
- 1983 Porsche #11 John Fitzpatrick Racing 956
- 1987 Porsche #17 Porsche AG 962C
- 2014 Porsche 918 Spyder
- 2017 Porsche #2 Porsche Team 919 Hybrid
- 2017 Porsche #92 Porsche GT Team 911 RSR
- 2017 Porsche #911 Porsche GT Team 911 RSR
- 2018 Porsche 911 GT2 RS
- 2019 Porsche #70 Porsche Motorsport 935
- 2019 Porsche 911 GT3 RS
- 2021 Porsche 911 GT3
- 2021 Porsche Mission R
- 2015 Radical RXC Turbo
- 2004 Saleen S7
- 2014 Toyota #8 Toyota Racing TS040 HYBRID

## Supporto e aggiornamenti
Il gioco viene supportato mediante aggiornamenti mensili volti a correggere errori, aggiungere nuove vetture, tracciati ed eventi multiplayer e carriera.
Aggiornamento 1.0
Il primo aggiornamento del gioco ha portato con sè numerose correzioni di bug presenti al lancio, sia grafici che di stabilità e di gameplay oltre alla prima ondata di nuove vetture, delle quali 4 sono nuove per la serie:
- 2022 Subaru BRZ
- 2020 KTM X-Bow GT2
- 2014 Ferrari FXX K
- 2019 Ginetta #6 Team LNT Ginetta G60-LT-P1
- 2020 Acura #6 ARX-05 Dpi
- 2020 Audi R8

Aggiornamento 1.1
Questo hotfix, uscito poco tempo dopo il primo update, mirava alla rimozione di un bug di salvataggio legato alla funzionalità Quick Resume di Xbox Series X/S
Aggiornamento 2.0
L'aggiornamento, uscito a novembre 2023, porta con sé circa 200 bug fix al comparto grafico e di gameplay, oltre che a migliorie specifiche per supporto periferiche e ambito PC. Inoltre, un nuovo set di vetture è disponibile in gioco, tra le quali 3 sono nuove per la serie:
- 2013 Aston Martin V12 Vantage S
- 2016 Lamborghini Aventador SV
- 2017 Mazda MX-5 Cup
- 2011 Bugatti Veyron Super Sport
- 2017 Saleen S7 LM
- 2016 Spania GTA Spano
- 2020 MG #20 MG6 XPower
- 2022 Gordon Murray Automotive T.50
- 2011 Lamborghini Sesto Elemento
- 2015 Ferrari 488 GTB

Per la prima volta dall'uscita, è reso disponibile in via gratuita un nuovo tracciato: Yas Marina
Aggiornamento 3.0
L'ultimo aggiornamento del 2023, disponibile a dicembre, introduce il circuito di Hockenheimring, 33 nuove tute pilota, diversi fix di stabilità e ai dettagli delle vetture, oltre alle seguenti nuove auto, tra le quali 2 sono nuove per la serie:
- 2022 Ferrari 296 GTB
- 2021 McLaren Sabre
- 2023 Aston Martin Valkyrie
- 2015 Lamborghini #63 Squadra Corse Huracàn LP620-2 Super Trofeo
- 2022 Pagani Huayra R
- 2015 McLaren 650S

Aggiornamento 4.0
Il primo aggiornamento di gennaio 2024 è focalizzato sulle auto italiane, grande assenti dal lancio del gioco, e introduce il circuito Daytona International Speedway, oltre a diversi fix relativi a dettagli di vetture e all'editor di livree.
Le nuove auto presenti nell'aggiornamento, tra le quali non ve ne sono di nuove per la serie, sono:
- 1992 Lancia Delta HF Integrale EVO
- 2017 Abarth 124 Spider
- 2017 Alfa Romeo Giulia Quadrifoglio
- 2007 Ferrari 430 Scuderia
- 2010 Lamborghini Murciélago LP 670-4 SV
- 1965 Alfa Romeo Giulia Sprint GTA Stradale

Aggiornamento 4.1
Questo hotfix mira a risolvere diversi crash che potevano avvenire mentre si giocava con il nuovo circuito di Daytona
Aggiornamento 5.0
L'aggiornamento di febbraio 2024 migliora le performance e la stabilità del gioco, bilancia alcuni dettagli della carriera e presenta numerosi fix nei comparti Multiplayer, Gioco libero, Editor di livree. Inoltre, molti artefatti grafici son stati corretti e le performance su PC son migliorate. Miglioramenti anche alle periferiche di gioco come volanti e pedaliere.
Vi sono nuove auto, tra le quali una è inedita per la serie:
- 2023 BMW M2
- 2013 Audi RS7 Sportback
- 2011 Mercedes-Benz SLS AMG
- 2014 Porsche 911 Turbo S
- 2022 Porsche 718 Cayman GT4 RS
- 1974 Porsche #1 911 RSR

Ritorna anche un tracciato molto amato dal pubblico, il Nordschleife
Aggiornamento 5.1
Questo piccolo hotfix punta a migliorare la stabilità in vari scenari di gioco, oltre a risolvere un problema di importazione delle livree dai giochi precedenti
Aggiornamento 6.0
Il primo grande aggiornamento dal lancio del gioco prevede una modifica al gameplay originario: in seguito alle critiche mosse dalla community nei confronti del nuovo sistema di potenziamento vetture CarPG, questo update reintroduce, come opzione alternativa, l'acquisto di modifiche e potenziamenti tramite l'utilizzo dei crediti ottenuti gareggiando.
Data la mole del cambiamento, gli sviluppatori annunciano che non è disponibile un nuovo tracciato in questo aggiornamento.
Altre modifiche includono nuove musiche nel menù principale, diversi fix grafici per auto e tracciati e molte migliorie lato gameplay.
Le nuove auto disponibili, tra le quali non ve ne sono di nuove per la serie, includono:
- 2014 Alfa Romeo 4C
- 2022 Nissan Skyline GT-R V-Spec II
- 1969 Dodge Charger R/T
- 2014 Lamborghini Huracàn LP 610-4
- 2009 Pagani Zonda Cinque Roadster
- 2010 Ferrari 599XX

Aggiornamento 6.1
Un piccolo hotfix volto a migliorare la stabilità generale e alcuni problemi legati all'HDR
Aggiornamento 7.0
Aggiornamento di ottimizzazione che riduce la dimensione dei file di installazione di 25GB circa su Xbox Series X/S e 29GB su Windows. Gli sviluppatori annunciano che l'aggiornamento successivo uscirà leggermente in ritardo rispetto al solito ciclo di 4 settimane, poiché sarà volto alla modifica di un'altra meccanica core del gioco, similmente all'aggiornamento 6.0
Questo update bilancia le performance di diverse vetture, migliora la stabilità del gioco, introduce miglioramenti in diverse aree come l'accessibilità, l'editor di livree, il comparto audio, il comportamento dell'AI, il regolamento corse del multiplayer e fixa problemi grafici a diverse vetture e tracciati.
Il nuovo circuito dell'aggiornamento è Brands Hatch e porta con sè 7 nuove vetture, tra le quali 2 sono nuove per la serie:
- 1981 Ford #2 Zakspeed Racing Capri Turbo
- 1969 Lola #10 Simoniz Special T163
- 1967 Brabham BT24
- 1988 Jaguar #1 Jaguar Racing XJR-9
- 1975 BMW #25 BMW Motorsport 3.0 CSL
- 1977 Renault #15 Equipe Renault Elf R.S. 01
- 1964 Brabham BT8

Aggiornamento 7.1
Un hotfix mirato a risolvere problemi di stabilità creati dal peso delle miniature delle vetture nel proprio garage/concessionario e alle opzioni DLSS per schede grafiche NVidia su PC
Aggiornamento 7.2
Un secondo hotfix per risolvere un problema di stabilità causato dall'hotfix precedente
Aggiornamento 8.0
Un altro grande aggiornamento volto alla modifica di una meccanica core del gioco, il regolamento corse nel Multiplayer, che ora possiede un più raffinato sistema di categorizzazione piloti in base alla propria bravura al volante e al grado di sicurezza in pista.
L'aggiornamento, che nuovamente è privo di un nuovo tracciato, introduce una veste grafica rinnovata per il circuito Maple Valley (con nuovi sponsor Mobil1 a bordo pista), diverse migliorie per i membri VIP e ai dettagli di vetture e tracciati, molti fix per stabilità e gameplay, novità per l'editor di livree e specifici aggiustamenti per PC.
Le nuove auto disponibili, tra le quali una è inedita per la serie, sono:
- 2019 Ginetta G40 Junior
- 2015 Porsche Cayman GTS
- 2013 Caterham Superlight R500
- 2019 Elemental RP1
- 2019 Porsche #70 Porsche Motorsport 935
- 2011 BMW 1 Series M Coupé